# اللغة السامية الأم

التوزع الجغرافي للغات السامية.

 اللغة السامية الأم (بالإنجليزية: Proto-Semitic)‏ هي لغة بدائية أي لغة افترض وجودها علماء اللغويات، وذلك تطبيقا للتسلسل المنطقي، الذي تقوم عليه اللغات بالعادة بحيث يفترض أنها تبدأ من لغة أم تنقسم إلى لهجات تأخذ شكل لغات منفصلة، وهو ما ينطبق على اللغات السامية التي تتشابه فيما بينها بشكل عام، وهذا التشابه يزداد ويتسع كلما كانت المجموعة اللغوية تنتمي إلى منطقة جغرافية واحدة ومتقاربة كمجموعة اللغات الكنعانية في بلاد الشام.

## تأريخ اللغة السامية الأم
افترض علماء اللغويات على أن اللغة السامية الأم كانت موجودة في حقبة الألفية الرابعة قبل الميلاد أي أنها كانت موجودة منذ أكثر من 6000 عام، وهي الفترة التي يفترض وجود اللغة الهندي-أوروبية الأم فيها أيضًا.

## أماكن تواجدها وأصولها

توزّع اللغات السامية في القرن الأول بعد الميلاد.

هناك اختلاف بين المؤرخين حول موقع انتشار اللغة السامية الأم في القدم، وهذه الآراء كالتالي:
- تميل بعض الآراء إلى أنها كانت تنتشر في منطقة الشرق الأوسط وذلك بسبب الانتشار الواسع للغات السامية في هذه المنطقة منذ القدم.
- ترجح بعض الآراء أن مهد اللغة السامية هو القسم الجنوبي الغربي من شبه الجزيرة العربية.[2]
- بعض الآراء تعتبر أنها أتت من منطقة أثيوبيا.
- وتذكر بعض الآراء أن اللغة السامية الأم كانت في أفريقيا ثم دخلت إلى منطقة الشرق الأوسط.
- وهناك آراء تعتبر أن اللغة السامية الأم موطنها هو الهلال الخصيب، وما يجب ملاحظته أن هذه المنطقة كان ينتشر بها منذ أكثر من 4000 عام اللغة الأكادية وهي أقدم اللغات السامية.
- مؤخرا، ظهر رأي لأحد اللغويين وهم يعتبر أن اللغة السامية الأم كانت متواجدة في مناطق جنوب فلسطين والبحر الأحمر ومناطق الشمال (سوريا والعراق).

## فرضيةبلاد الشام

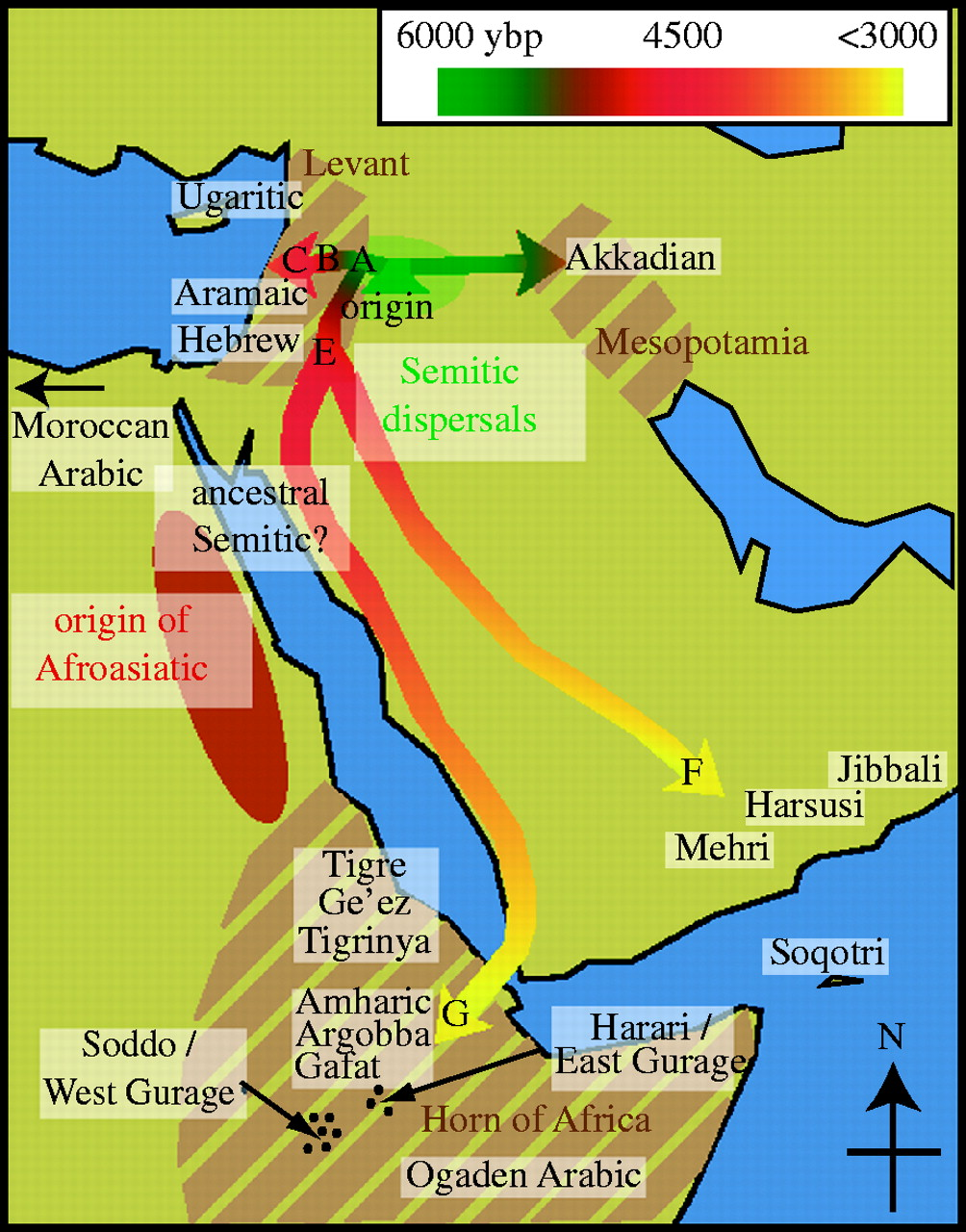
خريطة اللغات السامية والتشتت المستنبط إحصائيًا. تمت الإشارة أيضًا إلى أحد المواقع المفترضة لانحراف أسلاف السامية عن الأفروآسيوية بين ساحل البحر الأحمر الأفريقي والشرق الأدنى.

يشير الاستدلال البايزي الذي تم إجراؤه في عام 2009 إلى أصل جميع اللغات السامية المعروفة في بلاد الشام حوالي 3750 قبل الميلاد، مع مقدمة واحدة لاحقة من جنوب الجزيرة العربية إلى القرن الأفريقي حوالي 800 قبل الميلاد. ومع ذلك، لم يتمكن هذا التحليل الإحصائي من تقدير متى أو أين اختلف أسلاف جميع اللغات السامية عن الأفروآسيوية. وبالتالي، فهو لا يتناقض ولا يؤكد الفرضية القائلة بأن انحراف أسلاف السامية عن الأفروآسيوية قد حدث في أفريقيا.
وفي نسخة أخرى من النظرية، دخلت الموجة الأولى من المتحدثين بالسامية إلى الهلال الخصيب عبر بلاد الشام وأسست في النهاية الإمبراطورية الأكدية. وتبعهم أقاربهم العموريون واستوطنوا سوريا قبل 2500 قبل الميلاد. أدى انهيار العصر البرونزي المتأخر في إسرائيل إلى دفع الساميين الجنوبيين للتحرك نحو الجنوب انطلاقًا من الشمال حيث استوطنوا مرتفعات اليمن بعد القرن العشرين قبل الميلاد حتى عبروا مضيق باب المندب إلى القرن الأفريقي بين عامي 1500 و500 قبل الميلاد.

## نظام الصوتيات

### الأحرف الصامتة
امتلكت اللغة السامية الأم جميع الأصوات السامية الأصلية بدون إبدال أو تغيير، وقد كانت غنية بالأصوات الحلقية والطبقية ولم تفقد منها أي صوت، وكانت أصواتها على النحو الآتي:
- الأصوات الشفوية، أي الأصوات الخارجة من الشفتين وتشمل: [w] [m] [p] [b].
- أصوات نطعية (إكليلية):
  - أصوات لسانية - أسنانية: [θ] [ð] [θˤ].
  - أصوات أسنانية - سنخية: [n] [t] [tˤ] [d] [s] [sˤ] [z] [r] [ɬ] [ɬˤ] [l] [ʃ].
- أصوات خلفية، وتشمل:
  - أصوات حنكية: [j].
  - أصوات حلقية: [k] [g] [x] [ɣ].
  - أصوات لهوية: [q].
- أصوات خارجة من منطقة الحلق، وتشمل: [ħ] [ʕ] [ʔ] [h].

### الأحرف الصائتة
كانت أصوات العلة في اللغة السامية الأم قليلة، وهي:
- [a].
- [i].
- [u].

أما التراكيب:
- [aw].
- [aj].

## التحويل في اللغات السامية
تميل اللغات السامية المنشقة عن اللغة السامية الأم إلى تحويل الأصوات السامية الأصلية إلى أصوات أخرى مشابهة في المخرج، ومن هذه التحويلات في اللغة العربية:
- قيام اللغة العربية بتحول صوت [ʃ] السامي إلى [s].
- قلب صوت [θˤ] إلى [ðˤ].
- قلب صوت [ɬ] إلى صوت قريب منه وهو [ʃ].
- الصوت السامي [ɬˤ] إلى [dˤ] أي أن حرف ضاد هو ليس صوت سامي أصلي إنما هو ناتج عن القلب بين الأصوات.
- الصوت السامي الشفوي [p] أصبح بالعربية [f].

و يتضح مما سبق أن اللغة العربية ليست هي اللغة السامية الأم كما كان ينظر إليه سابقا، فالإبدال بين الأصوات السامية الأصلية إلى أصوات أخرى هو واضح في جميع اللغات السامية بما فيها العربية والعبرية، ولكن قد تشترك اللغات السامية في القواعد مع اللغة السامية الأم.
و يتضح أيضا أن هناك تفاوت في الإبدال بين اللغات السامية، فاللغة العبرية مثلا لم تبدل صوت [ʃ] إلى [s] كما حدث باللغة العربية ورءرءركذلك لم يسقط صوت [ɬ] نهائيا إنما بقي أثره في اللغة العبرية عبر انقسام حرف الشين إلى صورتين كما باللغة العبرية الطبرية لكن حدث إبدال في أصوات أخرى وهو كما يلي:
- إبدال صوت [ð] إلى [z].
- إبدال صوت [θ] إلى [ʃ].
- إبدال صوت [θˤ] إلى [sˤ].
- إبدال صوت [ɬˤ] إلى [sˤ].
- إبدال صوت [ɬ] إلى [s].
- إبدال جزئي في صوت [w] إلى [w] و[j].

و هذا يوضح على أن جميع اللغات السامية قامت بإبدال الأصوات، ويشمل ذلك الإبدال في أصوات العلة والذي يستثنى منه اللغة العربية التي حافظت عليه بشكل تام، أما في العبرية فهو:
- [i] أصبح [i] [e] [ɛ].
- [u] أصبح [u] [o] [ɔ].
- [a] أصبح [a] [o] [e].
- [aw] أصبح [aw] [awɛ] [o] (بالعبرية الحديثة: [av] [avɛ] [o]).
- [aj] أصبح [aj] [aji] [e].

لاحظ الجدول الآتي الذي يوضح القلب في الأصوات بين اللغات السامية واللغة السامية الأم المفترضة:
| اللغة السامية الأم المفترضة | اللغة الأكادية | اللغة العربية | اللغة العربية | اللغة الفينيقية | اللغة الفينيقية | اللغة العبرية | اللغة العبرية | اللغة الآرامية | اللغة الآرامية | اللغة العربية الجنوبية | اللغة العربية الجنوبية |
| --------------------------- | -------------- | ------------- | ------------- | --------------- | --------------- | ------------- | ------------- | -------------- | -------------- | ---------------------- | ---------------------- |
| b                           | b              | ب             | b             |                 | b               | ב             | ḇ/b           | ב              | ḇ/b            | በ                      | b                      |
| p                           | p              | ف             | f             |                 | p               | פ             | p̄/p           | פ              | p̄/p            | ፈ                      | f                      |
| ḏ                           | z              | ذ             | ḏ             |                 | z               | ז             | z             | ד              | ḏ/d            | ዘ                      | z                      |
| ṯ                           | š              | ث             | ṯ             |                 | š               | שׁ             | š             | ת              | ṯ/t            | ሰ                      | s                      |
| ṱ                           | ṣ              | ظ             | ẓ             | ṣ               | ṣ               | צ             | ṣ             | ט              | ṭ              | ዘ                      | z                      |
| d                           | d              | د             | d             |                 | d               | ד             | ḏ/d           | ד              | ḏ/d            | ደ                      | d                      |
| t                           | t              | ت             | t             |                 | t               | ת             | ṯ/t           | ת              | ṯ/t            | ተ                      | t                      |
| ṭ                           | ṭ              | ط             | ṭ             |                 | ṭ               | ט             | ṭ             | ט              | ṭ              | ጠ                      | ṭ                      |
| š                           | š              | س             | s             |                 | š               | שׁ             | š             | שׁ              | š              | ሰ                      | s                      |
| z                           | z              | ز             | z             |                 | z               | ז             | z             | ז              | z              | ዘ                      | z                      |
| s                           | s              | س             | s             |                 | s               | ס             | s             | ס              | s              | ሰ                      | s                      |
| ṣ                           | ṣ              | ص             | ṣ             |                 | ṣ               | צ             | ṣ             | צ              | ṣ              | ጸ                      | ṣ                      |
| l                           | l              | ل             | l             |                 | l               | ל             | l             | ל              | l              | ለ                      | l                      |
| ś                           | š              | ش             | š             |                 | š               | שׂ             | s             | שׂ              | s              | ሠ                      | ś                      |
| ṣ́                           | ṣ              | ض             | ḍ             |                 | ṣ               | צ             | ṣ             | ע              | ʻ              | ፀ                      | ṣ                      |
| g                           | g              | ج             | ǧ             |                 | g               | ג             | ḡ/g           | ג              | ḡ/g            | ገ                      | g                      |
| k                           | k              | ك             | k             |                 | k               | כ             | ḵ/k           | כ              | ḵ/k            | ከ                      | k                      |
| ḳ                           | q              | ق             | q             | q               | q               | ק             | q             | ק              | q              | ቀ                      | ḳ                      |
| ġ                           | -              | غ             | ġ             |                 | ʻ               | ע             | ʻ             | ע              | ʻ              | ዐ                      | ʻ                      |
| ḫ                           | ḫ              | خ             | ḫ             |                 | ḥ               | ח             | ḥ             | ח              | ḥ              | ኀ                      | ḫ                      |
| ʻ                           | -              | ع             | ʻ             |                 | ʻ               | ע             | ʻ             | ע              | ʻ              | ዐ                      | ʻ                      |
| ḥ                           | -              | ح             | ḥ             | ḥ               | ḥ               | ח             | ḥ             | ח              | ḥ              | ሐ                      | ḥ                      |
| ʼ                           | -              | ء             | ʼ             |                 | ʼ               | א             | ʼ             | א              | ʼ              | አ                      | ʼ                      |
| h                           | -              | ه             | h             |                 | h               | ה             | h             | ה              | h              | ሀ                      | h                      |
| m                           | m              | م             | m             |                 | m               | מ             | m             | מ              | m              | መ                      | m                      |
| n                           | n              | ن             | n             |                 | n               | נ             | n             | נ ר            | n r            | ነ                      | n                      |
| r                           | r              | ر             | r             |                 | r               | ר             | r             | ר              | r              | ረ                      | r                      |
| w                           | w              | و             | w             |                 | w y             | ו י           | w y           | ו י            | w y            | ወ                      | w                      |
| y                           | y              | ي             | y             |                 | y               | י             | y             | י              | y              | የ                      | y                      |

- ملحوظة: الجدول أعلاه يوضح الإبدال الأصلي الذي حدث في اللغات السامية، لكن حديثا حدث إبدال آخر في بعض اللغات السامية وأبرز هذه اللغات هي اللغة العبرية التي حدث بها فقد لبعض الأصوات السامية كأصوات الحلق وفقد للأصوات الطبقية؛ وذلك بسبب تأثير اللغات الغربية الأوروبية بها، والجدول الآتي يوضح أبرز ملامح التغيير في العبرية الحديثة:

| الصوت السامي الأصلي | الصوت العبري الأصلي قبل التأثير | الصوت العبري الحديث بعد التأثير |
| ------------------- | ------------------------------- | ------------------------------- |
| [g]                 | [g] [ɣ]                         | [g]                             |
| [d]                 | [d] [ð]                         | [d]                             |
| [w]                 | [w]                             | [v]                             |
| [x] [ħ]             | [ħ]                             | [χ]                             |
| [tˤ]                | [tˤ]                            | [t]                             |
| [k]                 | [k] [x]                         | [k] [χ]                         |
| [ʕ] [ɣ]             | [ʕ]                             | [ʔ]                             |
| [p]                 | [p] [f]                         | [p] [f]                         |
| [sˤ]                | [sˤ]                            | [ts]                            |
| [q]                 | [q]                             | [k]                             |
| [r]                 | [r]                             | [ʁ]                             |

## انقسام اللغة السامية

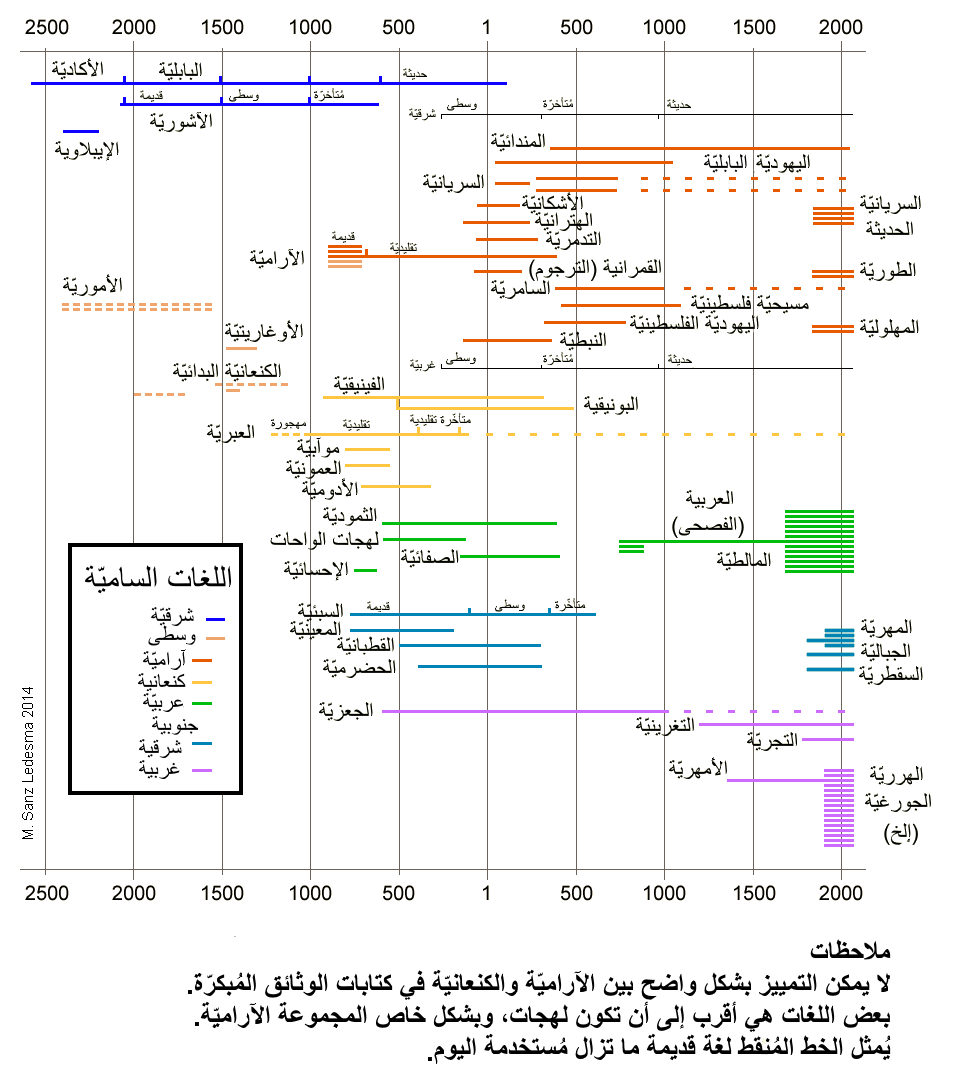
التسلسل الزمني للغات السامية.

شجرة اللغات الساميّة.

انقسمت اللغة السامية الأم إلى عدة لغات والتي بدورها أيضا انقسمت إلى لغات أخرى:
- لغات سامية شرقية.
- لغات سامية غربية.
  - لغات سامية الوسطى.
    - اللغات السامية الشمالية الغربية.
    - اللغات العربية.

  - اللغات السامية الجنوبية الغربية.
  - اللغات السامية الجنوبية الشرقية.